# بادفول-سور-دردون
بادفول-سور-دردون (به فرانسوی: Badefols-sur-Dordogne) یک کمون (فرانسه) در فرانسه است که در canton of Le Buisson-de-Cadouin واقع شده‌است. بادفول-سور-دردون ۶٫۰۶ کیلومتر مربع مساحت دارد ۴۶ متر بالاتر از سطح دریا واقع شده‌است.